# المصحف الموريتاني
المصحف الموريتاني هو مصحف أصدر على رواية ورش عن نافع سنة 2012م، وهو أول مصحف من موريتانيا.

## انظ أيضا
- المصحف المعلم.
- مصحف قطر.
- مصحف الجماهيرية.
- المصحف الشريف (طبعة ديوان الأوقاف).
- المصحف الأميري.